# Solel Bone
Solel Bonè sau Solel Boneh (în ebraică: סולל בונה, literal „Pavează- Construiește”)  este o mare companie de construcții din Israel, cea mai veche din această țară.

### Începuturile. Oficiul Baatz
În Palestina în anii 1920 fiecare dintre partidele sioniste poseda un oficiu responsabil de grupurile de antrepriză în domeniul lucrărilor publice și care lucrau ca oficiu de plasare a brațelor de muncă. Cele mai însemnate oficii de acest gen erau cele ale partidelor Ahdut Haavodá și Hapoel Hatzair.
Aceste oficii au organizat pentru autoritățile mandatare britanice mai cu seamă lucrările de construcție a șoselelor. 
Șoselele Tiberias-Tzemah  și Tiberias - Tabha au fost construite de evrei din detașamentele muncii Gdud Haavodá cu orientare socialistă de stânga .O porțiune din șoseaua Haifa-Jedda, la Ramat Ishai, a fost construită mai ales de membri ai Detașamentului de Pază - Gdud Shomriá al mișcării Hashomer Hatzair, șoseaua Afula-Nazaret a fost în principal rodul muncii Grupei Văii - Havurat Haemek și Grupul Sharon (Kvutzat Sharon).
În acea vreme oficiile amintite au fost responsabile și de construirea căii ferate Lidda (Lod)- Sarafand (Tzrifin) 
Odată cu întemeierea principalului sindicat evreiesc din țară -Organizația Generală a Muncitorilor Evrei din Palestina - Histadrut, oficiile de construcții s-au unit sub o singură conducere - constituind Biroul pentru lucrări publice. 
În 1921 la prima conferință a principalului sindicat evreiesc -  s-a creat oficiul Baatz, acronim pentru Binyan veAvodot Tziburiot (בניין ועבודות ציבוריות Construcții și Lucrări Publice , de fapt Oficiul pentru Construcții și Lucrări Publice), conceput ca o organizație cooperatistă, sub conducerea lui Dov Hoz, Mordehai Aliash, Nathan Haruvi (relații externe), David Sverdlov (responsabil cu conducerea muncii propriu zise), Nahum Tverski (responsabil cu contabilitatea), Israel Shohat
Primul proiect al companiei a fost construirea unei șosele între Tiberias și Tzemah, astăzi parte a autostrăzii 90. Compania a fost fondată ca organizație cooperatistă, în spiritul social-democrației sioniste care domina în acei ani viața politică a colectivității evreiești în Palestina.
În 1923, însă, ea a dat faliment.

### Solel Bone în timpul regimului mandatului britanic

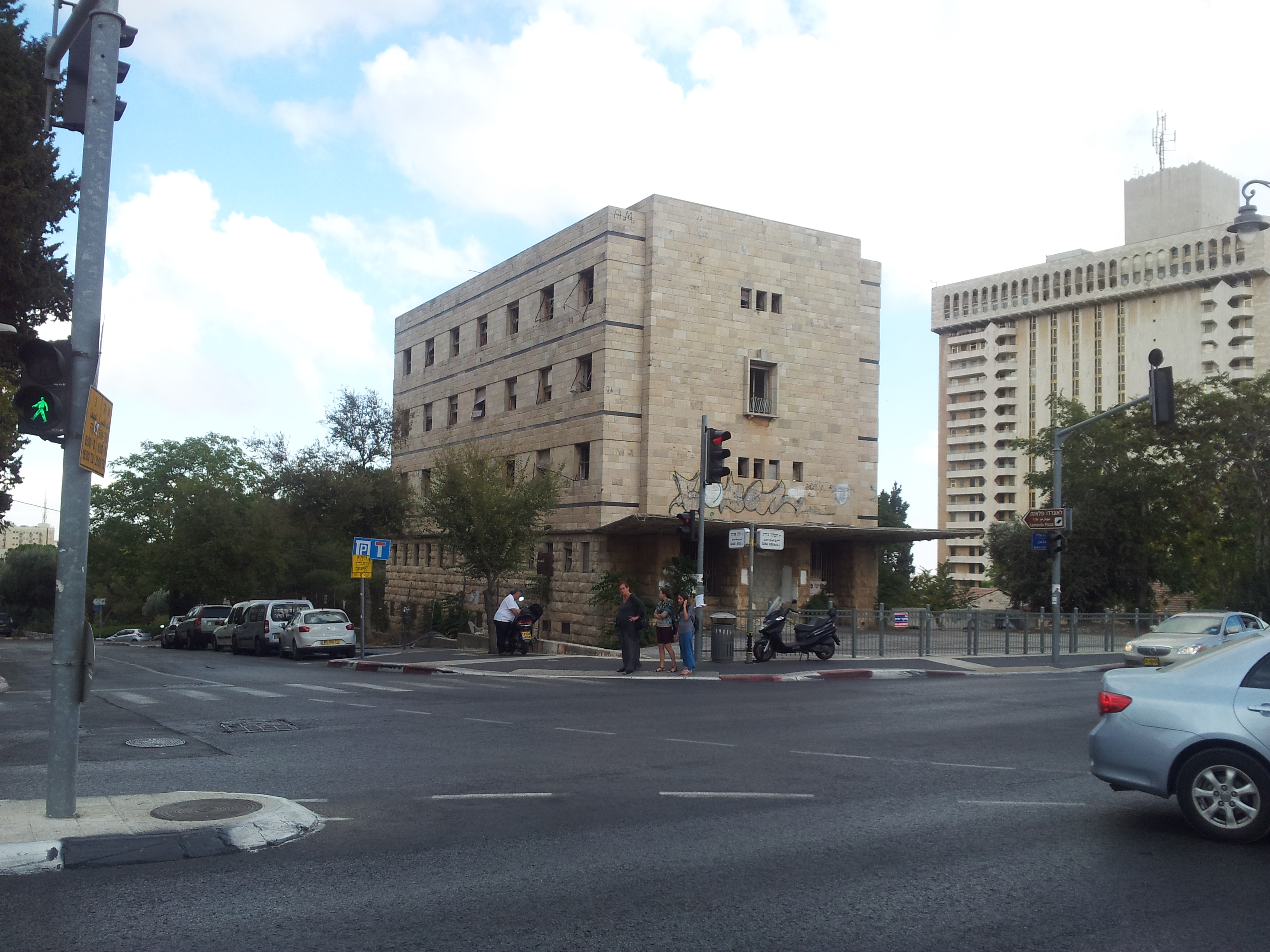
Clădirea istorică a Solel Bone la Ierusalim la colțul străzilor King George și Rav Avida

În 1924 Histadrutul și Organizația Sionistă Mondială au reînființat-o sub numele Solel Bone sau Solel Boneh, de data aceasta - necooperatistă. 
Numele a provenit dintr-un citat dintr-o cuvântare a lui Ben Gurion.
Solel Bone a jucat un rol însemnat în marile proiecte de construcții din Palestina mandatară. 
În Timpul Revoltei Arabe din 1936-1939 Solel Bone 
a construit zidul de apărare Tegart la granița de nord a Palestinei, apoi forturile Tegart ale forțelor de ordine britanice, de asemenea a zidit cu prefabricate clădirile din 52 așezări evreiești de tip „Zid și Turn” (Homá umigdal) , statii de poliție,
a recrutat muncitori evrei pentru porturile Tel Aviv și Haifa. 
De asemenea, Solel Bone a zidit cu prefabricate  cartiere în orașele Tel Aviv, Ierusalim și Haifa etc
În cel de-al Doilea Război Mondial Solel Bone a contribuit la efortul de război antinazist, construind tabere militare, în diverse părți ale țării. De asemenea a construit aeroporturi, poduri, șosele și fabrici în Egipt,Irak, Cipru, Iran și Bahrain.   
Între altele ea în anul 1938n anii mandatului britanic ea a construit poduri, aerodromuri, baze ale armatei britanice, a participat la proiecte militare britanice în Irak, Egipt, Bahrein și Cipru. Compania a avut filiale la Beirut și la Damasc.În 1926 ea a avut 3.000 angajați evrei, inclusiv 139 femei care au lucrat în construcții. După anul 1954 a început să angajeze și arabi 
Resursele de venituri ale companiei erau restrânse. În timpul crizei economice din 1927 firma a devenit din nou falimentară și și-a reluat activitatea abia din 1935.

### După proclamarea statului Israel.Companie în proprietatea sindicatului Histadrut
În statul Israel, proclamat în anul 1948, Solel Bone a jucat un rol major în proiectele israeliene de construcții,precum portul Ashdod, a trenulețul Carmelit din Haifa, Centrala electrică Reading din Tel Aviv.
În anii 1960 firma a avut circa 30.000 angajați, ceea ce însemna că aproape în fiecare familie israeliană exista cineva care lucra la Solel Bone 
Compania a asistat întărirea armatei israeliene în anii Războiului de Independență, construind forturi și sisteme de aprovizionare cu apă și devenind de facto, baza primei unități de logistică a armatei.
În 1961 acțiunile Solel Bone au devenit prima dată tranzacționabile la Bursa din Tel Aviv.  
În 1972 Solel Bone a cumpărat compania „W.R.D. pentru dezvoltarea surselor de apă” a societății Mekorot și a realizat proiecte în domeniul aprovizionării cu apă în numeroase țări, mai ales în curs de dezvoltare. 
Între anii 1960-1970 firma s-a implicat în proiecte importante de construcții in Africa, ca de exemplu, în Nigeria. În aceeași perioadă ea a efectuat zidirea Bazilicii Bunei Vestiri din Nazaret, de asemenea - constructia la Ierusalim a Knessetului, a palatului cultural  „Binyeney Haumá” (Casele națiunii), a Memorialului  Yad Vashem etc 

### Fuziunea cu compania Shikun Ovdim

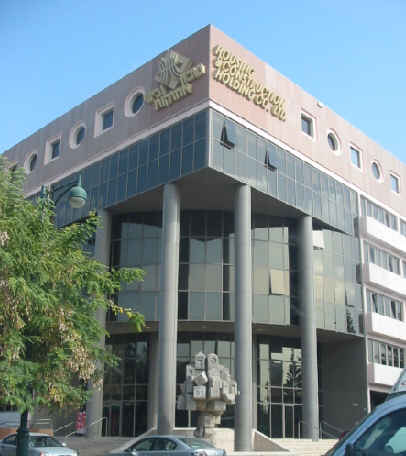
Sediul la Ramat Gan al companiei „Shikun uvinuy”, compania mamă a firmei Solel Bone

În 1984 a luat ființă compania „Solel Bone Binyan vetashtiot” , companie-fiică în proprietatea deplină a lui Solel Bone.
La finele anilor 1980 Societatea Hevrat Ovdim a suferit o criză econommică, iar in 1989 ca parte a programului ei de recuperare a fost înființată compania-mamă Shikun uvinuy care a preluat controlul și asupra lui Solel Bone.

### Privatizarea
În 1996 omul de afaceri Ted Arison a cumpărat principale acțiuni ale companiei „Shikun uvinuy”, care, după decesul său în 1999 au trecut în controlul fiicei sale, Shari Arison.
În 2018 Solel Bone a fost vândută, împreună cu compania Shikun uvinuy, omului de afaceri Nati Saidoff si se numește în prezent Shikun uvinuy-Solel Bone Tashtiot. .

### Solel Bone în media artistică
- În anii 1956-1986 fotograful Ami Arav a fotografiat procesul de construire a numeroase obiective din Israel
- Companiile KPMG și Microsoft au lansat un proiect de vizualizare pe internet a arhivelor companiei Solel Bone